# Song of Nunu: A League of Legends Story
Song of Nunu: A League of Legends Story é um jogo de aventura spin-off de League of Legends. Desenvolvido pela Tequila Works e publicado pela Riot Forge, uma divisão da Riot Games dedicada a colaborações com outros estúdios, o jogo foi anunciado em fevereiro de 2023, durante as comemorações do 10º aniversário da franquia. O título foi lançado inicialmente para Nintendo Switch e PC em 1º de novembro de 2023, e está programado para ser lançado para Playstation 5 e Xbox One em 2024.

## Sinopse
A história do jogo se passa no mundo de Freljord. Nunu, um menino em busca de sua mãe perdida, se aventura ao lado de seu melhor amigo, um Yeti chamado Willump. Juntos, eles devem desvendar os segredos, mitos e lendas enterrados nas profundezas da tundra congelada.

## Jogabilidade
Song of Nunu é um jogo de aventura 3D com elementos de quebra-cabeça e plataforma. Os jogadores controlam Nunu e Willump em uma série de níveis que exploram o mundo de Freljord. O jogo também inclui um sistema de combate baseado em magia que permite aos jogadores usar os poderes de Nunu e Willump para derrotar inimigos. Também aparecem no jogo os personagens Braum, Lisandra, Ornn, Volibear, Ashe, Anivia, Gnar e Trundle. 